# Biserica „Adormirea Maicii Domnului” din Negrești
Biserica „Adormirea Maicii Domnului” este o biserică amplasată în Negrești, raionul Strășeni, Republica Moldova. Este un monument arhitectural de importanță națională inclus în Registrul monumentelor Republicii Moldova ocrotite de stat cu nr. 1394 (raionul Strășeni). Datează din 1814.